# Ірландія на Чемпіонаті світу з водних видів спорту 2015
Ірландія взяла участь у Чемпіонаті світу з водних видів спорту 2015, який пройшов у Казані (Росія) від 24 липня до 9 серпня.

## Плавання на відкритій воді
Один ірландський спортсмен кваліфікувалися на змагання з плавального марафону на відкритій воді.
| Спортсмен       | Дисципліна       | Час          | Місце        |
| --------------- | ---------------- | ------------ | ------------ |
| Крістофер Браян | 10 км (чоловіки) | 1:53:22.9    | 44           |
| Крістофер Браян | 25 км (чоловіки) | Не фінішував | Не фінішував |

## Плавання
Ірландські плавці виконали кваліфікаційні нормативи в дисциплінах, які наведено в таблиці (не більш як 2 плавці на одну дисципліну за часом нормативу A, і не більш як 1 плавець на одну дисципліну за часом нормативу B):
Чоловіки
| Спортсмен   | Дисципліна   | Попередній заплив | Попередній заплив | Півфінал        | Півфінал        | Фінал           | Фінал           |
| Спортсмен   | Дисципліна   | Час               | Місце             | Час             | Місце           | Час             | Місце           |
| ----------- | ------------ | ----------------- | ----------------- | --------------- | --------------- | --------------- | --------------- |
| Алекс Мерфі | 50 м брасом  | 28.00             | 25                | Завершив виступ | Завершив виступ | Завершив виступ | Завершив виступ |
| Алекс Мерфі | 100 м брасом | 1:02.22           | 38                | Завершив виступ | Завершив виступ | Завершив виступ | Завершив виступ |

Жінки
| Спортсменка     | Дисципліна           | Попередній заплив | Попередній заплив | Півфінал         | Півфінал         | Фінал            | Фінал            |
| Спортсменка     | Дисципліна           | Час               | Місце             | Час              | Місце            | Час              | Місце            |
| --------------- | -------------------- | ----------------- | ----------------- | ---------------- | ---------------- | ---------------- | ---------------- |
| Фіона Дойл      | 50 м брасом          | 31.31             | 17                | Завершила виступ | Завершила виступ | Завершила виступ | Завершила виступ |
| Фіона Дойл      | 100 м брасом         | 1:07.81           | 20                | Завершила виступ | Завершила виступ | Завершила виступ | Завершила виступ |
| Фіона Дойл      | 200 м брасом         | 2:29.77           | 29                | Завершила виступ | Завершила виступ | Завершила виступ | Завершила виступ |
| Сісеріка Макмен | 200 м вільним стилем | 2:03.89           | 47                | Завершила виступ | Завершила виступ | Завершила виступ | Завершила виступ |
| Сісеріка Макмен | 50 м брасом          | 31.65             | =26               | Завершила виступ | Завершила виступ | Завершила виступ | Завершила виступ |
| Сісеріка Макмен | 200 м комплексом     | 2:17.88           | 33                | Завершила виступ | Завершила виступ | Завершила виступ | Завершила виступ |